# محجوب حيدا
محجوب حيدا عداء ألعاب قوى مغربي، ولد يوم 1 يوليو 1970، تخصص في سباق 800 متر.

## مسيرته
احتل المركز الخامس في بطولة العالم داخل الصالات 1995، وفاز بالرتبة الثالثة في نهائي ألعاب القوى العالمي 1995، ثم فاز بالميدالية الفضية في بطولة العالم داخل الصالات لعام 1997. كما شارك أيضا في دورة الألعاب الأولمبية 1992، وبطولة العالم لعام 1993، و 1995، و 1999، ودورة الألعاب الأولمبية 2000 دون الوصول إلى النهائي. على الصعيد الإقليمي أحرز الميدالية البرونزية في البطولات الأفريقية 1992، وعلى الميدالية الذهبية في ألعاب البحر الأبيض المتوسط 1993، والميدالية الذهبية في الألعاب الفرانكوفونية 1994.

## أرقام شخصية
- 800 متر : 1:43.50 (يوليو 1998 - روما)
- 1000 متر : 2:14.69 (يوليو 1995 - نيس)

## وصلات خارجية
- محجوب حيدا على موقع الاتحاد الدولي لألعاب القوى (الإنجليزية)
- محجوب حيدا على موقع أوليمبيديا (الإنجليزية)